# گادیم

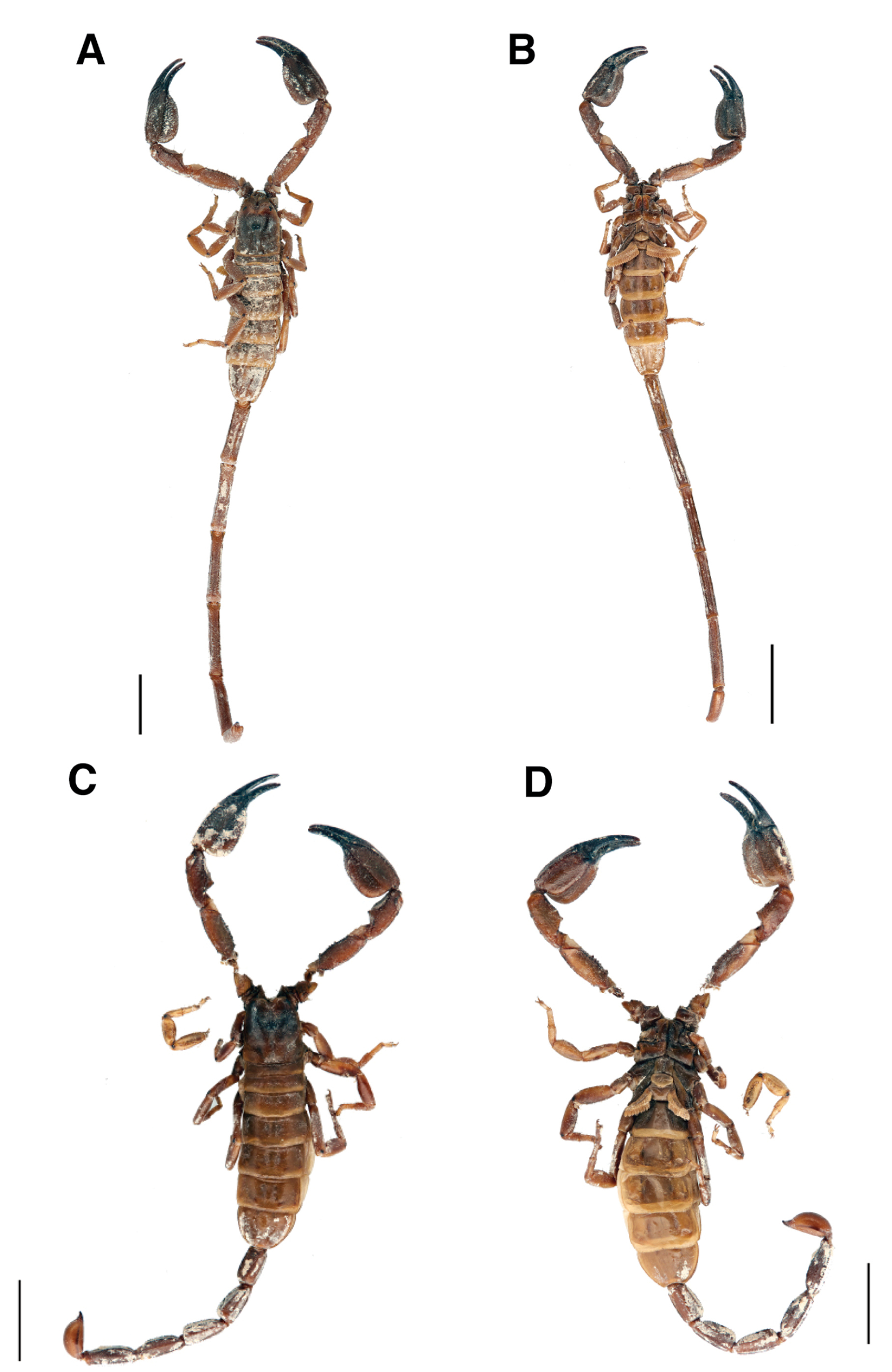
گاردیوم نر (A,B) و گاردیوم ماده (C,D)

گادیم یا گاردیوم (نام علمی: Hemiscorpius lepturus) نام یک نوع کژدم سمی در حوالی استان خوزستان است. زهر این نوع کژدم می‌تواند یک انسان بالغ را به راحتی از پا در بیاورد. رنگ نر آن توسی متمایل به کرم و رنگ ماده آن کرم متمایل به قهوه‌ای است. شایعاتی مبنی بر اینکه در صورت گزش قربانی فقط ۵ دقیقه فرصت دارد تا سرم ضد زهر را به خود بزند آن هم در صورتی که فلج نشود و شدت انقباض عضلات به حدی شدید است که بعضاً آرواره قربانی ازمحل خود خارج می‌شود از نظر علمی فاقد اعتبار است و چنین گزارشی موجود نیست. با این حال، زهر این نوع عقرب می‌تواند یک انسان بالغ را به راحتی از پا در بیاورد در حالی که زهر سایر عقربها فقط عوارض جانبی بر جای می‌گذارند. همچنین سم این عقرب می‌تواند گلبول‌های قرمز خون را تخریب کند. در خوزستان و شهرستان رامهرمز این نوع عقرب فراوان هست. در مناطق جنوبی ایران این عقرب را به عقرب مرگ نیز می‌شناسند.

## ریشه نام
گادیم از واژه گاو دٌم بر گرفته شده به این دلیل که در گویش بختیاری فارسی به گاو، گا گویند و این نوع عقرب دم بلندی دارد.